# За нашу і вашу свободу

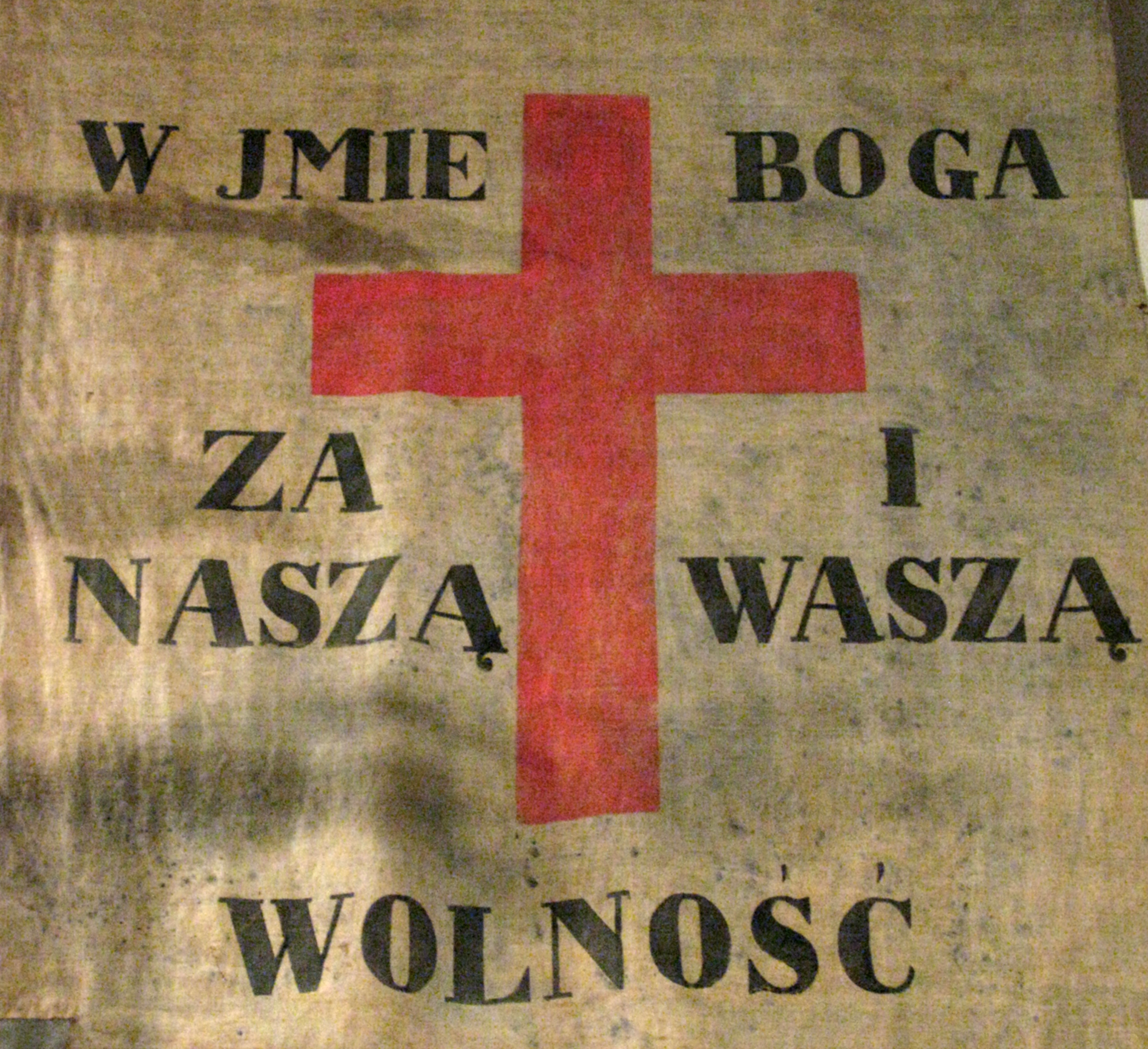
Прапор 1831 року

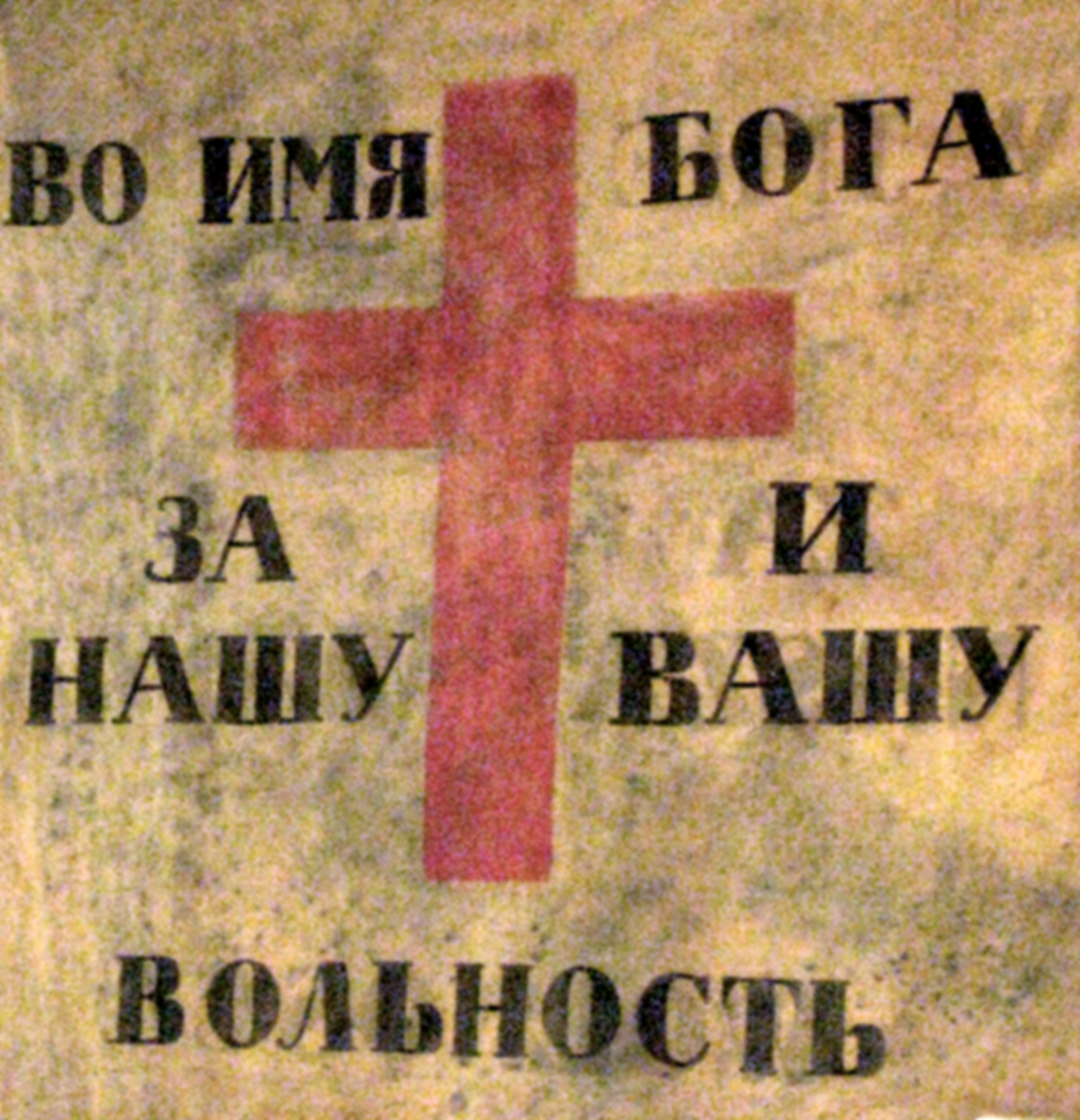
Прапор 1831 року з написом російською

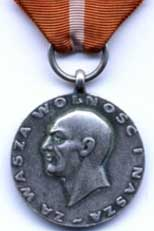
Медаль

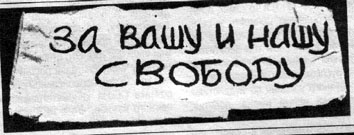
Плакат з Червоної площі, 1968

За нашу і вашу свободу (пол. Za wolność naszą i waszą) — польське гасло, яке стало широко відомим і використовувалось в різних ситуаціях. Оригінальний текст: В ім'я Бога за нашу і вашу свободу. (W imię Boga za naszą i waszą wolność.)
Існує в різних варіантах - і послідовність слів може мінятись. Це один з неофіційних польських національних девізів.

## Історія
25 січня 1831 на патріотичній маніфестації у Варшаві на підтримку повстання декабристів девіз був використаний на прапорі у вигляді «В ім'я Бога за нашу і вашу свободу» (пол. W imię Boga za naszą i waszą wolność). Авторство лозунгу приписується Йоахиму Лелевелю. Саме цей варіант в скороченому вигляді і здобув популярність. Оригінальний прапор зберігається у Музеї Війська Польського в Варшаві.
В польськомовній і угорськомовній версіях гасло застосовувалося загоном Юзефа Бема в Угорщині в 1848 році.
Девіз використовувався засланими польськими революціонерами починаючи з Забайкальського повстання 1866 року.
«За вашу і нашу свободу» — назва медалі, яким нагороджувалися польські учасники інтернаціональних бригад в Іспанії в 1936–1939 роках. Гасло було вишите на прапорі інтербригад в Іспанії.
Також гасло використовувався під час повстання у Варшавському гетто в 1943 році.
Гасло «За нашу і вашу свободу» активно використовувалося під час українсько-польського союзу 1920 року.
Гасло використовувалось учасниками демонстрації 25 серпня 1968 року проти придушення радянськими військами «Празької весни» і, разом з іншими, було визнане як «наклепницьке».
Також девіз використовувався з 1989-1991 року в Чернігові підпільної партією в складі Демократичного союзу Народної свободою (раніше Центром демократичних ініціатив)[джерело?].
Зараз, під час російсько-української війни, активно використовується як українсько-польське та українсько-білоруське вітання, нарівні з "Разом назавжди!"[джерело?].